# Iglesia de Santiago (Murcia)
La iglesia de Santiago de Murcia (Región de Murcia, España), es una antigua iglesia, también considerada ermita, de las más antiguas de las que se conservan en la ciudad. El inmueble actual tiene su origen en el siglo XIII y en el interior destaca su artesonado de madera. 
Fue declarada Monumento Nacional en 1945.

## Historia
Situada en terrenos del antiguo arrabal de la Arrixaca, concretamente en la llamada Arrixaca Vieja, posiblemente se tratara de una antigua mezquita que tras la Conquista de Murcia en 1266, al ordenar Alfonso X que los musulmanes (ahora mudéjares) de la ciudad se instalaran en la Arrixaca, en un primer momento mantendría el culto islámico, pero la rápida despoblación de este sector de la morería llevaría a que en 1272 ya aparecieran documentadas las parroquias cristianas de San Miguel de Villanueva y la de Santiago.
A pesar de la llegada de población cristiana a esta parte de la ciudad, la compleja situación que se vivía en el Reino de Murcia en el siglo XIV, con el fracaso de los intentos repobladores, llevó a que la parroquia de Santiago terminara siendo agregada a la de San Miguel, concluyendo así su corta condición de iglesia parroquial. 
Se especula con que también pudiera ser el templo de la Orden de Santiago en la ciudad de Murcia.
Convertida ya en ermita, existe constancia que el arco del presbiterio fue rehabilitado en 1542 y más tarde, en 1840, se acometieron otras reformas que quitaron "todo el tinte a las paredes". Según el erudito decimonónico Fuentes y Ponte, los altares de la iglesia estaban dedicados a Santo Tomás, la Buena Estrella, la Aurora, los Santos Médicos o los Desamparados. En el altar principal se veneraba una talla de Santiago datada en el siglo XV.
Situada en la calle denominada de los Pasos de Santiago, este apelativo hace referencia al vía crucis que en el siglo XVII realizaron los frailes del convento de San Diego (de ahí que originariamente se llamaran los pasos de San Diego) en colaboración con la Cofradía de los Dolores y Santos Pasos (que tenía sede en la cercana Iglesia de San Miguel), vía crucis que unía la parroquial de San Miguel con el convento de San Diego, situado en el barrio de San Antón. De sus antiguas estaciones o pasos sólo queda hoy la pequeña ermita situada en la misma calle, esquina con Acisclo Díaz, que en tiempos también fue capilla de la Real Fábrica del Salitre de Murcia, en cuyos terrenos se encontraba.

## Patrimonio

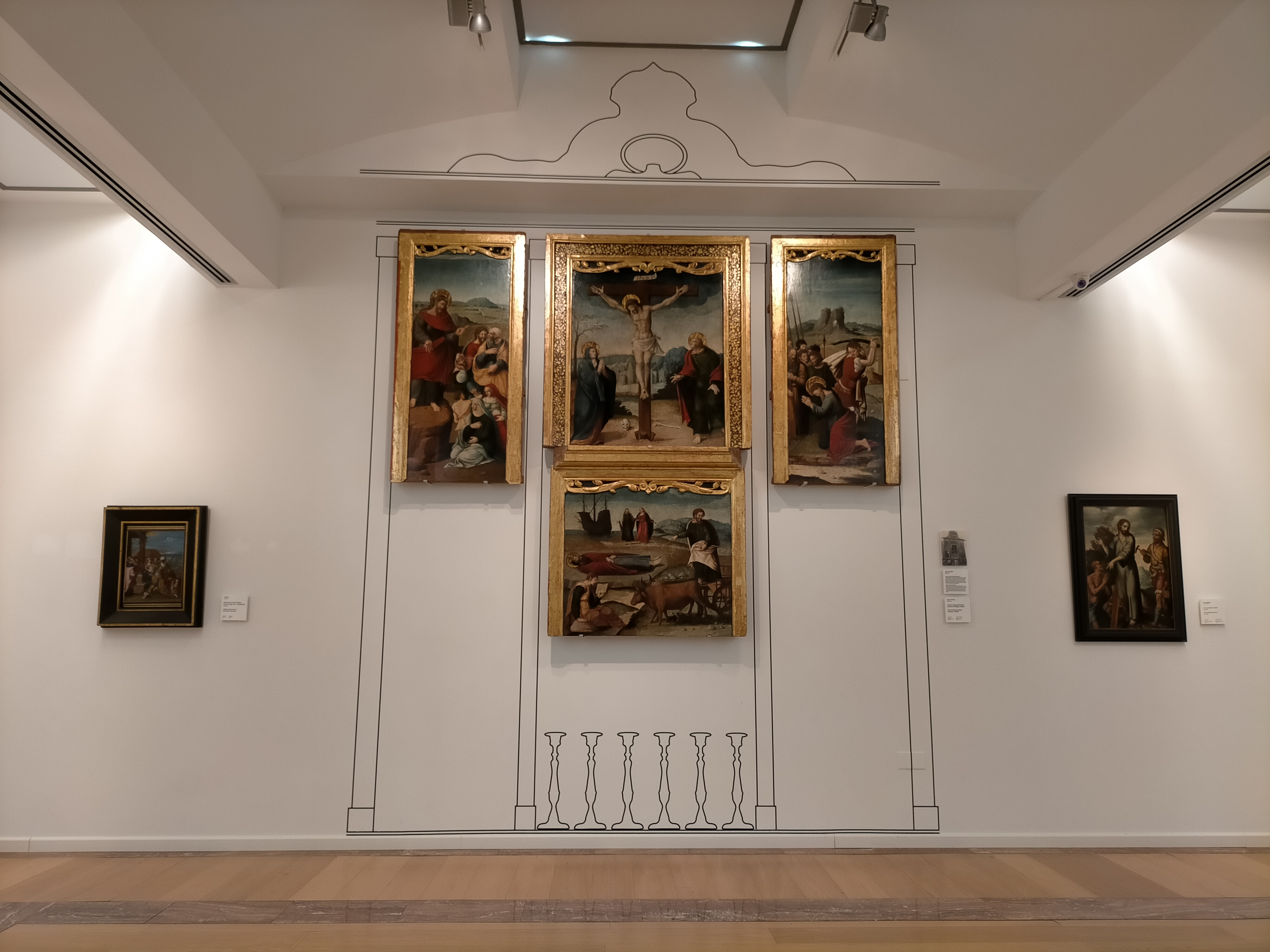
Disposición de las Tablas de Santiago en el Museo de Bellas Artes de Murcia, procedentes del retablo de la iglesia de igual nombre

El templo de Santiago atesora el único artesonado mudéjar que se conserva actualmente en la ciudad (en el municipio también existe el artesonado de la Iglesia parroquial de Algezares). La propia estructura de la iglesia da una idea de su origen medieval, si bien fue ampliamente restaurada tras años de abandono.
De una sola nave con arcos transversales apuntados, es asimilable (aunque con diferencias) a modelos valencianos.
Originarias de este templo son las tablas llamadas de Santiago, pertenecientes al antiguo retablo mayor y que representan escenas pictóricas de la vida de Santiago Apostol, datadas hacia el año 1552, atribuidas a Juan de Vitoria. Las tablas fueron incautadas el 8 de marzo de 1937 por la Junta Delegada de Incautación del Tesoro Artístico, en plena guerra civil española, siendo depositadas en el antiguo museo provincial, actual Museo de Bellas Artes de Murcia, donde hoy forman parte de su colección expositiva.
Una de las capillas laterales está dedicada a San Josemaría Escrivá de Balaguer, santo fundador del Opus Dei. Cuenta con un cuadro del santo con reminiscencias huertanas de fondo, obra del pintor valenciano José Manuel Pozo.